# Eupelmus curvator
Eupelmus curvator är en stekelart som beskrevs av Yang 1996. Eupelmus curvator ingår i släktet Eupelmus och familjen hoppglanssteklar. Inga underarter finns listade i Catalogue of Life.